# Jaroslav. Tysjatju let nazad
Jaroslav. Tysjatju let nazad (russisk: Ярослав. Тысячу лет назад) er en russisk spillefilm fra 2010 af Dmitrij Korobkin.

## Medvirkende
- Aleksandr Ivashkevitj som Jaroslav
- Svetlana Tjujkina som Raida
- Aleksej Kravtjenko som Harald
- Viktor Verzjbitskij som Svjatozar
- Valerij Zolotukhin som Tjurillo